# Гутьеррес, Мигель Херонимо
Миге́ль Херо́нимо Гутье́ррес-и-Урта́до де Мендо́са (исп. Miguel Jerónimo Gutiérrez y Hurtado de Mendoza; 15 июня 1822, Санта-Клара, Лас-Вильяс, Испанская Куба — 19 апреля 1871, там же) — кубинский журналист и революционер, один из крупнейших деятелей кубинского освободительного движения XIX века. Во время Десятилетней войны был избран вице-президентом Палаты представителей Ассамблеи Гуаймаро. В Кубинской освободительной армии имел звание генерал-майора.
О его жизни до 1869 года известно мало. 6 февраля 1869 года он возглавил восстание против испанских властей в Сан-Хиле, Маникарагуа, создав и возглавив Революционную хунту Вильяклары. 20 февраля 1869 года участвовал в атаке на Малесас. Представлял Вильяклару на Ассамблее Гуаймаро и был избран там вице-президентом Палаты представителей. Активно выступал за аннексию Кубы США.
17 декабря 1869 года председательствовал в заседании, на котором Мануэль де Кесада сместили с поста главнокомандующего Освободительной армии.
В марте 1871 года получил право посещать военный лагерь в Камагуэе, чтобы поднимать боевой дух войск.
Был захвачен испанцами 19 апреля 1871 года (по другим данным — 20 апреля) в результате предательства. Получив тяжёлое огнестрельное ранение, был затем привязан за ноги к крупу коня, которого пустили галопом, и умер в результате этого истязания. Точное место убийства неизвестно.